# Dalkarlsån
Dalkarlsån är en å i mellersta Västerbottens kustland i Robertsfors kommun. Längden är omkring 50 km med ett avrinningsområde på cirka 346 km². Ån består till en början av två nästan parallella åar, Västra Dalkarlsån (122 km²) från Bjännsjön, och Östra Dalkarlsån (95 km²) från Åkullsjön. Byn Sjulsmark ligger vid båda åarna, men består av två tydligt skilda byhalvor, man talar om Västra Sjulsmark vid Västra Dalkarlsån och Östra Sjulsmark vid Östra Dalkarlsån. 
Vid Övre Åkulla någon mil närmare kusten löper åarna ytterst nära varandra (bara några hundra meters avstånd) under cirka fyra km, varefter de förenas vid Ytter-Åkulla en knapp mil väster om Bygdeå. Den egentliga Dalkarlsån (cirka 16 km) rinner sedan förbi Gullmark, Bobacken, Bygdeå och Dalkarlså , innan den slutligen mynnar i Bygdefjärden i Kvarken. Strax uppströms Dalkarlsåns sista fors Sunduddforsen, mynnar Storbäcken (82 km²), som i Bygdeå även brukar kallas Kanalen.
Dalkarlsåns vattenföring mäts kontinuerligt av SMHI. Medelvattenföringen (MQ) vid mynningen i havet är 3,9 m³/s. Medelhögvattenföringen (MHQ) vid samma plats är 39 m³/s. 